# Cemitério Mill Road
Cemitério Mill Road (em inglês:  Mill Road Cemetery) é um cemitério na estrada Mill Road na área de Petersfield em Cambridge, Inglaterra. Desde 2001, o cemitério é protegido como um patrimônio de grau II e diversas de suas sepulturas são listadas como de interesse arquitetural e histórico.
Estabelecido em 1848, o cemitério fica em um local ocupado anteriormente por um campo de críquete. Havia uma capela, que foi construída por George Gilbert Scott, mas que não existe mais. Não ocorrem mais sepultamentos no cemitério.

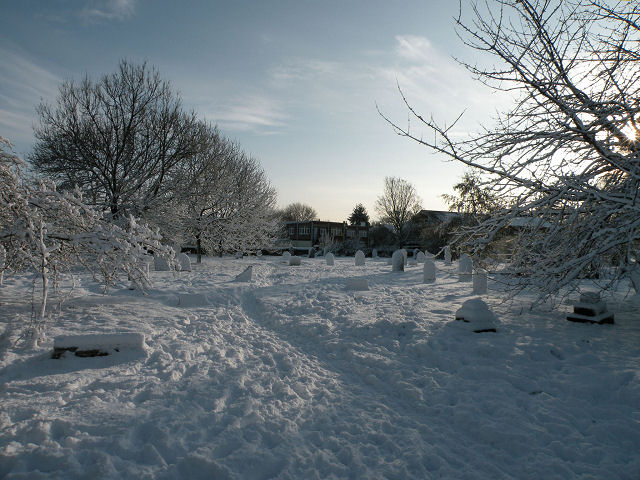
O cemitério Mill Road no inverno.

A Commonwealth War Graves Commission mantém as sepulturas de 33 personalidades da Primeira Guerra Mundial e 4 da Segunda Guerra Mundial.

## Sepultamentos
Biografias de alguns dos personagens sepultados no cemitério e imagens de suas sepulturas podem ser encontradas em: Mill Road Cemetery, Cambridge
- John Barnard (1794–1878), jogador amador de críquete[4]
- Alec Guinness (1914-2000) , ator britânico.
- Arthur Cayley (1821–1895), matemático. Sua pedra sepulcral não está mais no local.[5] A coroa foi posta em sua sepultura, com uma descrição composta pelo matemático Samuel Dickstein, por ocasião do Congresso Internacional de Matemáticos de 1912.[6]
- James Challis (1803–1882), astrônomo[5]
- John Willis Clark (1833–1910), administrador da universidade e antiquário[5]
- Charles Henry Cooper (1808–1866), biógrafo e antiquário[5]
- Percival Frost (1817–1898), matemático[5]
- George Garrett (1834–1897), organista e compositor[7]
- Daniel Hayward, jogador de críquete; pai de Thomas Hayward
- Thomas Hayward (1835-1876), jogador de críquete, filho de Daniel Hayward
- Fenton John Anthony Hort (1828–1892), teólogo[5]
- George Murray Humphry (1820–1896), cirurgião[5]
- Benjamin Hall Kennedy (1804–1889), classicista[8]
- Daniel MacMillan (1813–1857), publicista[5]
- Eiríkr Magnússon (1833–1913), erudito islandês[4]
- James Rattee (1820–1855), entalhador e pedreiro
- John Robert Seeley (Sir) (1834-1895) Professor de história, e sua mulher Mary Agnes Seeley (1839-1921)
- George Gabriel Stokes (1819–1903), FRS, físico[5] Sua sepultura "has now vanished from view (agora não é mais visível)".[9]
- Isaac Todhunter (1820–1884), matemático[10]
- William Whewell (1794–1866) FRS, mestre do Trinity College (Cambridge) e esposas Cordelia Whewell e Everina Frances (Lady Affleck)